# Clinton (North Carolina)
Clinton ist eine Stadt in North Carolina, Vereinigte Staaten. Das U.S. Census Bureau ermittelte bei der Volkszählung 2020 eine Einwohnerzahl von 8383.
Die Stadt ist der Verwaltungssitz des Sampson Countys.

## Geschichte
Die ersten Siedler kamen 1740 in die Gegend von Clinton. Die Stadt erhielt 1852 ihre Stadtrechte. Zentral im County gelegen, ist Clinton seit seiner Gründung ein wichtiges landwirtschaftliches Zentrum der Region.

## Söhne und Töchter der Stadt
- Gabriel Holmes (≈1769–1829), Politiker und der 21. Gouverneur von North Carolina
- William R. King (1786–1853), 13. Vizepräsident der Vereinigten Staaten unter Präsident Franklin Pierce
- Theophilus H. Holmes (1804–1880), Generalleutnant des konföderierten Heeres
- Andrew Lamb (* 1958), Jazz-Saxophonist und Flötist
- Earl Strickland (* 1961), Poolbillardspieler
- Lew Hill (1965–2021), Basketballspieler und -trainer
- Sam Aiken (* 1980), American-Football-Spieler
- Willie Parker (* 1980), American-Football-Spieler; spielte Football für die Clinton High School Dark Horses